# Elierce Barbosa de Souza
Elierce Barbosa de Souza, mais conhecido como Souza (Posse, 8 de Março de 1988), é um futebolista brasileiro que atua como volante. Atualmente, joga pelo América de Natal

## Biografia
Souza começou sua carreira jogando por diversos times do Distrito Federal, como Ceilândia, Brasília e Dom Pedro II. Pensou em deixar o sonho de ser jogador de lado, e por uma época o fez. Deixou o futebol de lado e voltou para Posse, sua cidade natal, para trabalhar como servente de pedreiro.
Em 2008, reavivou o sonho de ser jogador de futebol e foi para o Dom Pedro II, de Brasília. Se destacou, e foi apontado por muitos o melhor volante do Campeonato Brasiliense, foi contratado pelo Palmeiras e ficou um tempo no Palmeiras B, depois de novamente ter se destacado, foi promovido por Vanderlei Luxemburgo ao time principal do Palmeiras.

### Náutico
Em dezembro de 2011, o Palmeiras acertou seu empréstimo ao Náutico até o fim de 2012, aonde o volante caiu nas graças da torcida, com gols e passes importantes, tendo se tornado um jogador chave no esquema do time que disputou o Campeonato Brasileiro de 2012.

### Retorno ao Palmeiras
Retornou ao Palmeiras para temporada 2013, no entanto, em junho do mesmo ano, acertou, com o Cruzeiro.

### Cruzeiro
Acertou com o Cruzeiro em uma troca por empréstimos, na qual o jogador Ananias foi emprestado ao Palmeiras enquanto Souza acertou com o time celeste.
Ajudou o clube mineiro a se sagrar campeão Brasileiro de 2013, atuando em alguns jogos e marcando 2 gols.

### Santos
Em junho de 2014 acerta com o Santos empréstimo de 1 ano, para a disputa do Campeonato Brasileiro de 2014 e Copa do Brasil.

### Bahia
Em janeiro de 2015, acertou sua ida para o Bahia por empréstimo para a disputa da temporada 2015, em compensação pela ida do lateral Pará para o Cruzeiro.
Na semifinal da Copa do Nordeste daquele ano, marcou os três gols da vitória por 3 a 2 sobre o Sport.

### Cerezo Osaka
Após ser devolvido para o Cruzeiro, Souza foi novamente emprestado, desta vez, para o Cerezo Osaka.
Em dezembro de 2016, foi comprado pelo time japonês após boas atuações.

### Retorno à Ponte Preta
No início de setembro de 2023, foi anunciado pela Ponte Preta por empréstimo para a reta final da Série B do Campeonato Brasileiro.
No mês seguinte, após atuar em apenas 3 jogos, o volante pediu desligamento do clube alegando problemas pessoais.

## Títulos
Palmeiras
- Torneio Gustavo Lacerda Beltrame: 2010

Cruzeiro
- Campeonato Brasileiro: 2013[13] e 2014
- Campeonato Mineiro: 2014

Bahia
- Campeonato Baiano: 2015

Cerezo Osaka
- Copa da J-League : 2017
- Copa do Imperador: 2017

América de Natal
- Campeonato Potiguar: 2024 e 2025[14]

### Prêmios individuais
- Seleção do Campeonato Pernambucano de Futebol: 2012
- Seleção da Copa do Nordeste: 2015
- Seleção da Campeonato Baiano: 2015